# Khartum NC
El Khartoum NC és un club de futbol sudanès de la ciutat de Khartum. Anteriorment fou conegut com a Al Khartoum 3, nom del barri on fou fundat.